# 穆公 (鄭)
穆公（ぼくこう、紀元前649年 - 紀元前606年）は中国春秋時代の鄭の第11代君主（在位：紀元前627年 - 紀元前606年）。姓は姫。諱は蘭。文公の子。

## 生涯

### 即位まで
父の文公は晋の公子重耳が内乱を避けて流浪してきたとき、これを侮蔑して粗略に扱った。重耳は怒り、すぐに鄭を立ち去った。このとき、蘭の母はわが子を重耳に託した。当時、鄭国内では公族による家督争いが起き、母親の身分の低い蘭は見向きもされなかったものの、決して安全と言える状況ではなかったからである。
晋に返り咲き、文公と呼ばれるようになった重耳は、自らを粗略に扱った鄭の文公を許さなかったが、鄭の家臣は重耳の声望と晋の国力を恐れて晋の傘下に加わることを決意し、当時重耳のもとにいた蘭を文公に太子として迎え入れさせ、重耳の怒りを回避させた。
紀元前627年、文公の死後、公子蘭は鄭公の座に就く。これが穆公である。

### 小国の君主
鄭という国は大陸の中央に位置し、交通の要衝を占め、春秋時代の初期においては最も強い勢力を持った地域であった。しかし、春秋中期からは北の晋や南の楚が大勢力を持ち始め、中央に位置する鄭は領土的発展の余地も無く、また晋楚の激突の際には常に戦場となる宿命を背負っていた。
晋の文公・襄公・霊公、楚の穆王・荘王など、大国の君主が変わるたびに服従したり背いたりを繰り返したが、それでも宰相の子家（公子帰生）などの補佐を受け、大過なく国を保った。

## 子
子沢山で知られ、子に霊公、襄公、夏姫などがいる。穆公の子のうち、特に七家は七穆と呼ばれ、次代の鄭の政権の中枢を担った。名宰相と呼ばれた子産も穆公の孫に当たる。
- 霊公（公子夷・第12代鄭公）
- 襄公（公子堅・第13代鄭公）
- 公子喜（子罕）→罕氏（七穆）
- 公子騑（子駟）→駟氏（七穆）
- 公子平（子豊）→豊氏（七穆）
- 公子偃（子游）→游氏（七穆）
- 公子舒（子印）→印氏（七穆）
- 公子発（子国）→国氏（七穆）
- 公子去疾（子良）→良氏（七穆）
- 公子嘉（子孔）→孔氏
- 公子志（士子孔）→大季氏
- 子然→然氏
- 公子揮（子羽）→羽氏
- 夏姫（陳の夏御叔夫人、後巫臣夫人）